# Schloss Klugham (Polling)

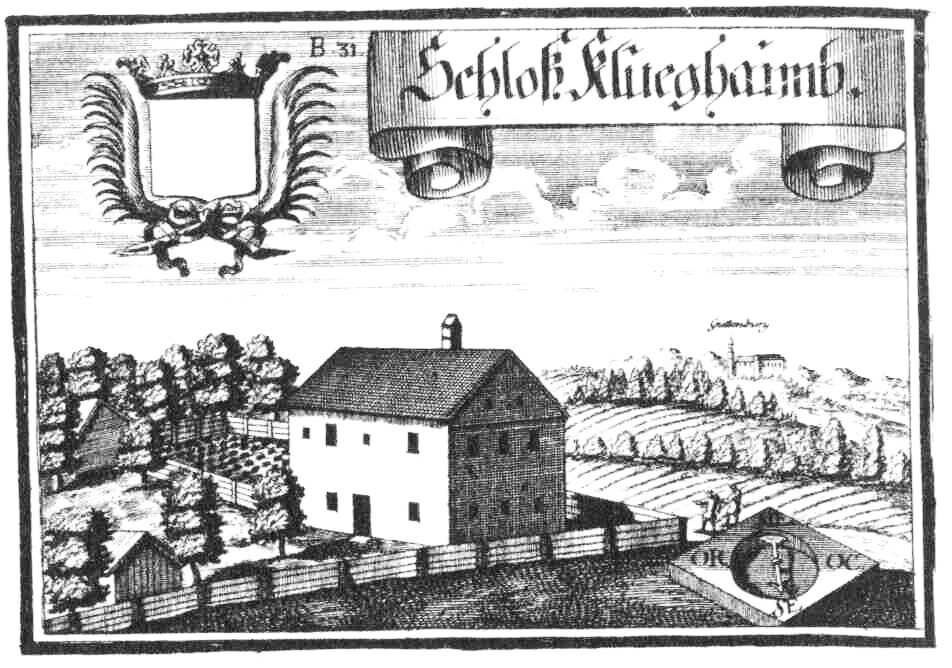
Schloss Klugham nach einem Stich von Michael Wening von 1721

Das abgegangene Schloss Klugham lag in dem gleichnamigen Ortsteil Klugham der heutigen Gemeinde Polling im Landkreis Mühldorf am Inn in Bayern.

## Geschichte
Klugham dürfte neueren Ursprungs sein, da sich kein nach diesem Ort nennendes Edelgeschlecht bzw. keine mittelalterlichen Schenkungen finden lassen. Um 1490 erscheint der Sitz Furth erstmals in der Landtafel. Bereits damals war er mit dem Sitz Furth vereint. Klugham war auch eine Hofmark, hatte also die niedere Gerichtsbarkeit inne. Der Besitzer ist Wolfgang Klugheimer zu Furth. Die Familie der Klugheimer hat den Sitz noch 1575 inne. 1587 ist ein Mitglied des Wasserburger Bürgergeschlechts der Heller (Höller) im Besitz von Klugham, diese sind hier bis 1603. Für 1615 nennt die Landtafel dann Lazarus Widmer als Besitzer und später seine Erben. 1676 wird der Sitz an die Jesuiten von Burghausen verkauft. Wolf Josef II. von Tauffkirchen zu Guttenburg kauft Klugham und Furth den Jesuiten ab. 1737 ist Klugham ein Sitz und ein Hofbau (Sedl). 1803 ist hier Franz Xaver Freiherr von Ruffin Eigentümer. Am 12. Dezember 1836 wird Klugham mit Furth sowie weiteren Landgütern (Schloss Tüßling) zu einem Fideikommiss zugunsten des Johann Nepomuk Freiherrn von Mandl-Deutenhofen und dessen männlichen Nachkommen zusammengefasst.
Nach der Säkularisation von 1803 blieben die adeligen Hofmarken nun als Patrimonialgerichte bestehen. Bei der Bildung des Landgerichts Neumarkt und Haag 1838 wurden die Patrimonialgerichte Klugham und Furth diesem zugeschlagen.